# Манастир Успења Пресвете Богородице (Бачко Петрово Село)
Манастир Водица се налази у Бачком Петровом Селу. Припада Епархији бачкој Српске православне цркве.
Манастир Успења Пресвете Богородице у Бачком Петровом Селу је познатији као »Водица«. Три века ова »Водица« - манастир је духовна и културна дестинација овог краја. Народ се скупљао на свети бунар »Водицу«, а нарочито болесни који су се наводно исцељивали и оздрављивали још од првих помена овога насеља.

## Историја
»Водица« се налази се на левој обали реке Чик на тополском друму, у петровачком атару. Манастирски комплекс изграђен је на простору који је био насељен од најстаријих времена које памти историја.
На овом простору постоје трагови организованог живљења из времена пре нове ере о чему сведоче археолошка налазишта недалеко од манастира на самој обали речице Чик. У овом значајном налазишту шездесетих година 20. века откривена је једна аварска некропола, житне јаме, глинене посуде, као и разне алатке из каменог и бронзаног доба.
Бечејски музеј располаже сарматским посуђем и оружјем које је нађено на археолошком локалитету, ближе манастиру.
У 11. веку ови крајеви су ушли у састав државе угараског краља Иштвана првог, мада су били ретко насељени због најезде Татара и разних пљачкашких хорди. Интересантан је податак из 1247. године да краљ Бела четврти приликом обиласка поседа извесног грофа Понграца бележи постојање насеља Петерево, шест километара од данашњег насеља, што је отприлике локалитет данашњег манастира.
После Косовске битке 1389. године, српски живаљ пред најездом Турака се повлачи на север према средњој Европи, у Угарску. Овај простор 1412. године у поседу је српског деспота Ђурђа Бранковића и остаје у властелинству српских деспота све до доласка Турака 1526. године.
После склапања Карловачког мира 1699. године и одласка Турака из ових крајева, забележен је значајан прилив српског становништва на ове просторе и први помен манастира у Бачком Петровом Селу.
У парохијском летопису је записано предање из 1711. године у коме се описује догађај који је био повод да ово место постане духовни центар читавог краја. Уочи празника Успења Пресвете Богородице овде је напасао своје стадо мештанин по имену Миливој који је боловао од болести очију. У поподневним часовима имао је виђење женске прилике која га је ословила сином. Она му је саопштила да је Богородица и да ће на месту које стоји потећи вода којом ће он излечити своје очи и која ће бити лековита за све верујуће. О овом догађају Миливоје је обавестио месног свештеника који је одмах дошао на лице места и уверио се да се појавила вода на месту појаве Богородице - вода која је мирисала на измирну. На сам празник Успења Пресвете Богородице ишла је литија из села до овог места где се народ уверио у истинитост овог чуда. Иако се о лековитости ове воде много полемисало, овде су многи болни нашли исцељење и духовно укрепљење. Верујући у моћ исцељења, народ је долазио у манастир пешице на ходочашће из ближе и даље околине.
Временом, на том месту ископан је зидани бунар, а поред њега је постављен велики дрвени крст. Црквеноопштинска управа је одредила тутора који се старао о прилозима све већег броја народа који овде долази. Током 19. века било је покушаја, због доласка великог броја народа о Богородичиним празницима и о празнику Огњене Марије, да се подигне конак за народ. Ова идеја реализована је 1872. године. Тада је прилозима верног народа саграђена црква од печене цигле покривена шиндром величине шест хвати, а поред ње подигнута је две године касније, скромна зграда за народ од набоја прекривена трском. У парохијском летопису записана су разна сведочанства о исцељењима у овом манастиру. Записано је да је ово место поштовано не само међу православцима него и међу римокатолицима Мађарима. Зато је један бачкопетровачки римокатолик 1892. године поклонио манастиру у знак захвалности кип Богородице. Бунар је 1960. године обновљен. Направљен је нови бунар са металним секом и постављен је нови крст.

## Садашњост
Управни одбор Српске православне цркве 1972. године за време службовања свештеника Мирослава Наумова (каснијег свештеника у Сомбору где је службовао до своје смрти) је донео одлуку да се из добровољних прилога мештана сагради садашња капела-црквица која је посвећена Успењу Пресвете Богородице (Велика Госпојина) 29. августа што је данас и слава овога манастира. Благословом почившег Владике бачког Никанора 1973. године саграђен је данашњи храм. Прилозима верника изграђена је црква дужине 9 метара и ширине 3 метра. Иконостас и иконе у храму изградио је академски сликар Драган Бјелогрлић из Новог Сада по узору на иконостас капеле патријаршијског двора у Сремским Карловцима. Осамдесетих година прошлог века изграђени су сви данашњи пратећи објекти у манастиру. Касније радове је наставио свештеник, протојереј Стеван Крунић.
Честица моштију Светог Теодора Тирона донесене је 1976. године и данас се чува у манастиру.
Високом одлуком блаженопочившег владике шумадијског Саве који је као администратор епархије бачке издао декрет 14. јула 1988. године, ово место је званично проглашено и манастиром.
Манастир Успења Пресвете Богородице у Бачком Петровом Селу је метох Светоархангелског манастира у Ковиљу. О њему се брине ковиљско монашко братство.
Благословом владике бачког Иринеја а старањем братства манастира Ковиља од 2007. године у манастиру је смештен центар за лечење болести зависности »Земља Живих«.
На све Богородичине празнике служе се у манастиру Света Литургија када народ из села и околине долази у великом броју.
Поред славе манастира која се одржава сваке године 29. августа, народ се изузетно окупља на овом месту, чак шта и више него на дан саме славе, наиме, дана 29. јула се држи вечерња служба и ноћно бденије тј. на сам дан уочи празника Мученице Марине (у народу познат као празник: »Огњена Марија«) 30. јула када се држи и Литургија.